# International Search and Rescue Advisory Group
Die International Search and Rescue Advisory Group (INSARAG) wurde im Jahr 1991 als Organisation der Vereinten Nationen gegründet. Die Hauptaufgaben der Organisation liegen darin, Standards für die internationale Zusammenarbeit im Bereich von Urban Search and Rescue (USAR) zu erarbeiten. Damit sind Such- und Bergungsteams gemeint, die nach Katastrophen, wie z. B. Erdbeben, Überschwemmungen, zum Einsatz kommen. Hauptaufgabe ist die Koordinierung und Standardisierung von internationalen Einsatzteams. Dies soll die internationale Hilfe durch klare Strukturen, wie z. B. Größe der Einsatzteams, Kompetenzen innerhalb des Teams usw. vereinfachen. Rechtsgrundlage und Mandat ist die United Nations General Assembly Resolution 57/150 of 2002 on "Strengthening the Effectiveness and Coordination of International Urban Search and Rescue Assistance" sowie die INSARAG Hyogo Declaration.

## Geschichte
Nach den schweren Erdbeben in Mexiko (1985) und Armenien (1988) wurde auf Initiative der im Einsatz beteiligten Gruppen entschieden, eine Koordinierungsgruppe für Such- und Bergungsteams zu gründen. Dabei wurde darauf geachtet, bereits bei den Vereinten Nationen vertretene Kompetenzen nicht doppelt aufzubauen.
Das erste globale INSARAG-Treffen fand im Jahr 2010 im japanischen Kōbe statt.

## Mandate
Folgende Aufgaben und Kompetenzen wurden aufgetragen:
- effektivere Katastrophenvorsorge und schnellere Einsatzzeiten; dies soll dazu führen, mehr Leben zu retten, Leiden zu verkürzen und negative Konsequenzen gering zu halten
- Effizienz der Zusammenarbeit der unterschiedlichen Hilfsteams soll verbessert werden
- Aktivitäten in katastrophengeplagten Entwicklungsländern zur besseren Vorbereitung auf Katastrophen
- Entwicklung von internationalen Strukturen und Systemen für eine nachhaltige Zusammenarbeit
- Entwicklung von Prozeduren, Richtlinien und das ziehen von Lehren aus vorangegangenen Einsätzen

## Struktur
Es gibt drei regionale Gruppen:
- Nord- und Südamerika
- Afrika, Europa, mittlerer Osten
- Asien, Pazifikregion

In den regionalen Gruppen findet jährlich ein Treffen statt, bei dem Maßnahmen und die strategische Ausrichtung überprüft werden.
Die primären Ergebnisse der Treffen sind ein Arbeitsplan für das kommende Jahr, der folgende Dinge umfasst:
- Kapazitätsausbau
- gemeinsame Übungen
- weitere Problemstellungen

Jährlich werden ein Vorsitzender und ein Stellvertreter gewählt, die auch an den Treffen der INSARAG-Steuerungsgruppe teilnehmen.

### Afrika, Europa, mittlerer Osten
Der Vorsitzende der regionalen Gruppe für 2015 ist Lt. Col Mohamed Al-Ansari aus den Vereinigten Arabischen Emiraten. Der Stellvertreter ist Lt. Col Mariusz Feltynowski aus Polen.
Das Koordinierungstreffen fand zuletzt am 20. Oktober 2015 in Abu Dhabi statt.

### Einsatzteams
Die INSARAG klassifiziert und zertifiziert die Urban-Search-and-Rescue-Teams in drei Stufen, abhängig von Größe, Einsatzmitteln und Verlegungsdauer.
- Light USAR Team:

- Medium USAR Team:

- Heavy USAR Team

#### Deutschland
- Schnelleinsatzeinheit Bergung Ausland des Technischen Hilfswerks (Heavy USAR Team)
- I.S.A.R. Germany (Medium USAR Team)
- @fire Internationaler Katastrophenschutz Deutschland (Light USAR Team)

#### Österreich
- Austrian Forces Disaster Relief Unit (Heavy USAR Team)

#### Schweiz
- Swiss Rescue (Heavy USAR Team)

#### Niederlande
- USAR.NL (Heavy USAR Team)